# Минсинг
Минсинг (њем. Münsing) општина је у њемачкој савезној држави Баварска. Једно је од 21 општинског средишта округа Бад Телц-Волфратсхаузен. Према процјени из 2010. у општини је живјело 4.119 становника. Посједује регионалну шифру (AGS) 9173137.

## Географски и демографски подаци
Минсинг се налази у савезној држави Баварска у округу Бад Телц-Волфратсхаузен. Општина се налази на надморској висини од 666 метара. Површина општине износи 52,2 km². У самом мјесту је, према процјени из 2010. године, живјело 4.119 становника. Просјечна густина становништва износи 79 становника/km².